# Ronald A. Sarasin

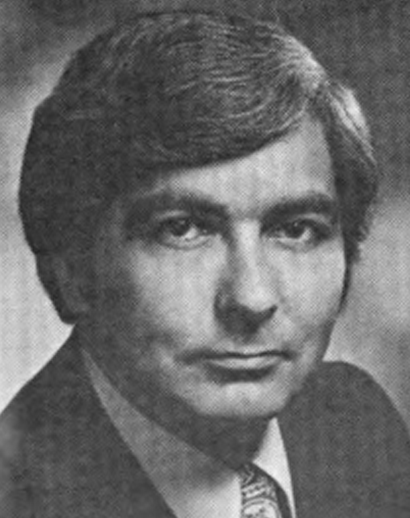
Ronald A. Sarasin

Ronald Arthur Sarasin (* 31. Dezember 1934 in Fall River, Massachusetts; † 27. März 2023 in McLean, Virginia) war ein  US-amerikanischer Politiker. Zwischen 1973 und 1979 vertrat er den Bundesstaat Connecticut im US-Repräsentantenhaus.

## Werdegang
Ronald Sarasin besuchte die öffentlichen Schulen in Connecticut und studierte danach bis 1960 an der University of Connecticut. Danach studierte er an der juristischen Fakultät dieser Universität bis 1963 Jura. Im gleichen Jahr wurde er als Rechtsanwalt zugelassen. Sarasin hatte seine Ausbildung während des Koreakrieges unterbrochen, um von 1952 bis 1956 in der US-Marine zu dienen.
Zwischen 1963 und 1966 lehrte er am New Haven College Jura. Politisch wurde er Mitglied der Republikanischen Partei. Zwischen 1963 und 1972 war er Stadtrat in Beacon Falls; von 1968 bis 1972 saß er als Abgeordneter im Repräsentantenhaus von Connecticut, wo er seit 1970 stellvertretender Fraktionsleiter war. In den Jahren 1968, 1970, 1972 und 1974 war er Delegierter auf den regionalen Parteitagen der Republikaner in Connecticut. 1976 nahm Sarasin als Delegierter an der Republican National Convention in Kansas City teil, auf der US-Präsident Gerald Ford zur Wiederwahl nominiert wurde.
1972 wurde Sarasin im fünften Wahlbezirk von Connecticut in das US-Repräsentantenhaus in Washington, D.C. gewählt, wo er am 3. Januar 1973 die Nachfolge des Demokraten John S. Monagan antrat. Nach zwei Wiederwahlen in den Jahren 1974 und 1976 konnte er bis zum 3. Januar 1979 drei zusammenhängende Legislaturperioden im Kongress absolvieren. Diese waren unter anderem von dem Ende des Vietnamkriegs und der Watergate-Affäre geprägt. Im Jahr 1978 verzichtete Sarasin auf eine weitere Kandidatur für das Repräsentantenhaus. Stattdessen bewarb er sich um das Amt des Gouverneurs von Connecticut. Lewis B. Rome fungierte als sein Running Mate. Sarasin unterlag der demokratischen Amtsinhaberin Ella T. Grasso deutlich.
Von 2000 bis 2019 war Sarasin Präsident der United States Capitol Historical Society.